# Truly Madly Deeply: The Best of Savage Garden
Truly Madly Deeply: The Best of Savage Garden – składanka australijskiego duetu Savage Garden. Box wydano 1 listopada 2005 nakładem Columbia Records. Album składa się z płyty CD i DVD. Na pierwszej zamieszczone są najpopularniejsze piosenki z lat 1996-2001 + nowa piosenka "So Beautiful", natomiast na drugiej znajdują się materiały dodatkowe.

## Lista utworów
1. "I Want You" – 3:53
2. "I Knew I Loved You" – 4:11
3. "To the Moon and Back" – 5:42
4. "Hold Me" – 4:52
5. "Santa Monica" – 3:36
6. "Crash and Burn" – 4:42
7. "Break Me Shake Me" – 3:25
8. "Truly Madly Deeply" – 4:39
9. "The Animal Song" – 4:39
10. "Affirmation" – 4:58
11. "So Beautiful" (Darren Hayes) – 4:58
12. "California" (Darren Hayes) – 6:00
13. "I Don't Care" – 5:05
14. "I'll Bet He Was Cool" – 4:41
15. "Love Can Move You" – 4:47
16. "Fire Inside the Man" – 4:11
17. "This Side of Me" – 4:11

Bonus
1. "I Want You" (U.S. version)
2. "To The Moon and Back" (U.S. version 2)
3. "Truly Madly Deeply" (U.S. version)
4. "Break Me Shake Me" (U.S. version)
5. "I Knew I Loved You"
6. "Crash and Burn"
7. "Hold Me"
8. "Parallel Lives" (Documentary)